# Аз-Зальзаля
Аз-За́льзаля (араб. الزلزلة — Землетрясение) — девяносто девятая сура Корана. Сура мединская.  Состоит из 8 аятов.

## Содержание
Все аяты этой суры посвящены событиям Судного дня. В них говорится о землетрясении, когда земля выбросит изнутри все свои сокровища и мертвецов, когда человек с удивлением спросит о том, что внезапно поразило его, и когда люди восстанут и разойдутся из своих могил для воздаяния.

 Когда земля содрогнётся от сотрясений, ۝ когда земля извергнет свою ношу, ۝ и человек спросит, что же с нею, ۝ в тот день она расскажет свои известия, ۝ потому что Господь твой внушит ей это. ۝ В тот день люди выйдут толпами, чтобы им показали их деяния. ۝ Тот, кто сделал добро весом в мельчайшую частицу, увидит его. ۝  И тот, кто сделал зло весом в мельчайшую частицу, увидит его.
—  99:1—8 (Кулиев)